# Kuźmina (gmina)

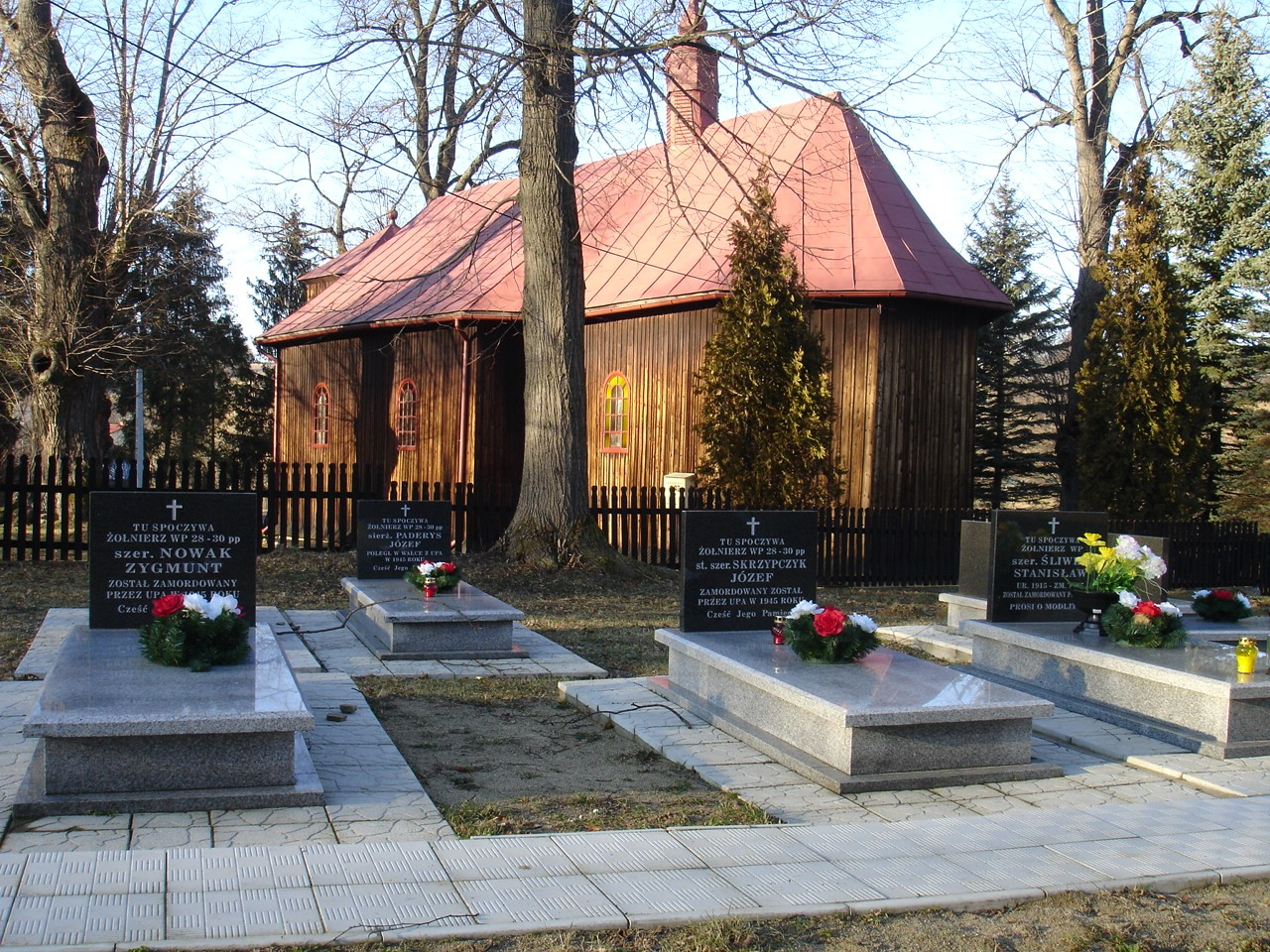
Cmentarz i dawna cerkiew w Kuźminie

Kuźmina – dawna gmina wiejska istniejąca 1934–1939 i 1941–1954 w woj. lwowskim i rzeszowskim (dzisiejsze woj. podkarpackie). Przed wojną siedzibą władz gminy była Kuźmina, a po wojnie Bircza.
Gminę zbiorową Kuźmina utworzono 1 sierpnia 1934 roku w województwie lwowskim, w powiecie dobromilskim, z dotychczasowych jednostkowych gmin wiejskich: Kreców, Kuźmina, Lachawa, Leszczawa Górna, Leszczawka, Roztoka i Rozpucie.
W 1944 roku gminę przyłączono do powiatu przemyskiego. Gmina weszła w skład utworzonego 18 sierpnia 1945 woj. rzeszowskiego. W dniu 1 lipca 1952 roku gmina Kuźmina była podzielona na 7 gromad: Kreców, Kuźmina, Lachawa, Leszczawa Górna, Leszczawka, Roztoka i Rozpucie.
Gmina została zniesiona 29 września 1954 roku wraz z reformą wprowadzającą gromady w miejsce gmin. Jednostki nie przywrócono 1 stycznia 1973 roku po reaktywowaniu gmin, a jej dawny obszar wszedł w skład gmin Bircza i Tyrawa Wołoska.